# シュラミス・ファイアストーン
シュラミス・ファイアストーン（Shulamith "Shulie" Firestone, 1945年1月7日 - 2012年8月28日）は、カナダ系アメリカ人のラディカル・フェミニスト。「ニューヨーク・ラディカル・ウイメン」、「レッドストッキングス」、「ニューヨーク・ラディカル・フェミニスト」という3つのラディカル・フェミニズム団体の創設メンバーであり、ラディカル・フェミニズムと第二波フェミニズムの発展において中心的な役割を果たした。
1970年9月に出版されたファイアストーンの『性の弁証法』はフェミニズムのテキストとして大きな影響力を持った。ナオミ・ウルフは2012年にこう語っている。「ラディカルかつ扇動的な、第二波の記念碑であるこの本を読まずして、フェミニズムがいかに展開されてきたかを理解することは不可能でしょう」。

## 幼少期から学生まで
ファイアストーンは、シュラミス・バース・シュムエル・ベン・アリ・フォイヤーシュタインの名でカナダのオタワに生まれた。6人兄妹の長女であり、上に兄がいた。母はドイツ人のケイト・ワイス、父はブルックリンで販売員をしていたソル・フォイヤーシュタインで、両親は正統派のユダヤ教徒であった。1945年4月、ファイアストーンが生後4ヶ月の頃、父ソルはドイツのベルゲン＝ベルゼン強制収容所の解放に加わっていた。
彼女がまだ幼いうちに、一家は姓をファイアストーンと英国風に改め、ミズーリ州のセントルイスに引っ越している。父親は10代でユダヤ教の正統派に改宗しており、スーザン・ファルディによれば、転向者特有の情熱でもって自分の子供たちを厳しくしつけた。シュラミスの妹であるテルザ・ファイアストーンによれば「父はシュリーに激しい怒りをぶつけていた」。ファイアストーンも父から「女の子だから」という理由で兄弟のベッドを整えるように求められては、そうした家族のセクシズムをあざけっていた。もう一人の妹であるラヤ・ファイアストーン・セギは、父と姉がお互いを殺してやると威嚇しあう姿を回想している。
ファイアストーンはクリーブランド近郊にあるテルシェのラビ養成学校に通っており、セントルイスのワシントン大学で学位を得て、1967年にはシカゴ美術館附属美術大学で絵画の美術学士を取得している。美大に在学中の1967年には、彼女をテーマにした学生ドキュメンタリー映画も撮影されていた。この作品が公開されることはなかったが、実験映画作家のエリザベス・サブリンが1990年代にこの映画を再発見し、オリジナルの作品を１コマごとに撮り直して、1997年に『シュリー』として公開した。女優のキム・ソスが22歳のファイアストーンを演じたこの作品は1998年のロサンゼルス映画批評家協会賞などを複数受賞している。

## 行動主義

### ニューヨーク・ラディカル・ウイメン
1967年10月、ファイアストーンはニューヨークに拠点を移し、仲間とニューヨーク・ラディカル・ウイメン(NYRW)を創設した。この1967年は「新しい政治のための全国会議」(the National Conference for New Politics)の最初で最後の全米大会が開かれた年だった。これに参加したファイアストーンは、ジョー・フリーマンとともに女性会派を結成し、本会議で自分たちの要求を提起しようとした。彼女たちの決議案はフロアディスカッションを設けるほど重大なものではないといわれ、議題の最後に彼女たちの意見文が追加こそされたものの、それに関してディスカッションが行われることはなかった。議長であったウィリアム・ペッパーは発言の機会を待つ女性の存在を認めず、代わりに「忘れられたアメリカ人、アメリカンインディアン」についての発言者を求めた。ファイアストーンをはじめ5人の女性が抗議のため演壇に駆け寄ると、ペッパーはファイアストーンの頭を軽く叩き、「冷静になれよ、お嬢ちゃん。私たちは女性問題よりもっと大事なことを話し合わなければならないんだ」と言ったという。
ファイアストーンとフリーマンは大会中に「フリースクール」へ通っていた女性や、女性向けセミナーに参加した女性たちを招集して会合をもった。これがシカゴで初めての女性解放を目指す団体に発展し、シカゴのウエストサイドにあるフリーマンのアパートメントで毎週の会合がもたれたことから、ウエストサイド・グループとして有名になった。数ヶ月後には、フリーマンが「ボイス・オブ・ウイメンズ・リベレ―ション・ムーヴメント」というニューズレターの発行を始め、全米（と海外の数ヶ国）で流通したことから、彼女たちの新しい運動はこのレターの名前で呼ばれるようになった。このグループに参加した多数の女性たちは、後に「シカゴ・ウイメンズ・リベレ―ション・ユニオン」をはじめとして様々なフェニスト団体を組織した。

### レッドストッキングスとニューヨーク・ラディカル・フェミニスト
「コンシャスネスレイジング」（意識変革）を標榜したニューヨーク・ラディカル・ウイメンとは別に、ファイアストーンとエレン・ウィリスは共同でラディカルなフェミニスト団体であるレッドストッキングスを立ち上げた。これは18世紀の女性による文芸サロンであったブルー・ストッキング・ソサエティにその名をちなんだものである。レッドストッキングスのメンバーには、キャシー・サラチャイルド（「シスターフッド・イズ・パワフル」）やキャロル・ハニシュ（「パーソナル・イズ・ポリティカル」）らがいた。スーザン・ファルディによればレッドストッキングスは1970年に「瓦解した」が、ファイアストーンはその後アン・コートとともにニューヨーク・ラディカル・フェミニスト(NYRF)を創設している。

## 執筆活動

### 覚書
ニューヨーク・ラディカル・フェミニストのメンバーとともに、ファイアストーンは筆者または編者として定期的に「覚書」(Note)を発行した。『初年度の覚書』(1968年6月）、『2年目の覚書』（1970年）、そしてアン・コートと共編した『3年目の覚書』（1971年）である。ただ1970年の『性の弁証法』出版直後からファイアストーンはほとんど女性運動には関わらなくなっていた。

### 性の弁証法
第二波フェミニズムの古典である『性の弁証法』（1970年）はファイアストーンの初めての著書である。この本が出版されたとき彼女はまだ25歳だった。本書でファイアストーンは性差に基づいた唯物史観の展開を試みた。またそこでファイアストーンが描いた、女性への抑圧がなくなったユートピア的社会も有名である。
経済的階級を廃絶するためには、下層階級（プロレタリアート）の蜂起と一定期間の独裁政権下での「生産」手段の独占が必要なように、性の階級を廃絶するというなら、下層階級（女性）の蜂起と「再生産」の独占的な管理が必要である。そのために女性は自らの身体の所有権を完全に回復するだけではなく、人間の繁殖可能性ーそれは新しい集団生物学であり出産や育児に関わるあらゆる社会制度である―を（一定の期間は）独占的に管理しなくてはならない。〔中略〕女性による革命の最終目標は、最初のフェミニズム運動とは異なり、男性の「特権」ではなく性差による「区別」そのものを撤廃することにある。そのとき人間同士の生殖器の違いは、もはや文化的にはほとんど問題にならなくなるだろう。

ファイアストーンがラディカルフェミニズムの政治理論に取り入れた思想家は、ジグムンド・フロイト、ヴィルヘルム・ライヒ、カール･マルクス、フリードリヒ・エンゲルス、シモーヌ・ボーヴォワールらであった。彼女はまた、リンカーン・デイとアリス・デイによる『アメリカ人が多すぎる』（1964年）とポール・R. エーリックのベストセラー『人口が爆発する!』（1968年）からの影響も認めている。
『性の弁証法』の中でファイアストーンは、女性の生物学的な特徴がそのジェンダーアイデンティティーと切り離されない限り、現代社会において、真のジェンダー平等の達成は不可能であると述べている。またフロイトとマルクスは、そうした特徴が原因で女性が男性に支配されるという「性の階級制度」を見落としている、というのが彼女の主張だった。ジェンダー不平等は、女性がその体を持つゆえに課せられた家父長制的な社会構造に原因が求められた。特に、女性は妊娠、出産、子育てによって肉体的、社会的、精神的な不利益を被るからである。人間であることは自然を克服することに等しく、「自然において成立していることを根拠にした差別的な性の階級制度の維持はもはや正当化できない」と彼女はいう。そして性の階級を廃止するためには、女性が生殖（再生産）の手段をコントロールする必要があった。ファイアストーンは妊娠と出産を「野蛮」（彼女の友人は後者を「カボチャをひり出す」ことに例えていた）とみなしており、核家族は女性を抑圧する主たる原因と考えていた。避妊や人工授精といった技術の進歩は、いつか性別と妊娠、子育てが切り離され、女性が解放される日が来ることを意味していた。男性と女性という関係の永続性や子供が特定のカップルに「属する」という考えに頼ることなく、人々が自発的に集い子供を育てる未来を彼女は予期していたのである。

### 最後の著作
『性の弁証法』が出版された1970年ごろには、ファイアストーンは政治活動にはかなり消極的になっていた。70年代の初め頃には運動から身を引き、セント・マークス・プレイスへ引っ越して画家としての生活を始めた。彼女は80年代の後半には、精神に失調をきたすようになった。
1998年には『Airless Spaces』が出版された。これは統合失調症の治療経験を下敷きにした短編集であった。

## 死とその評価
2012年8月28日、ファイアストーンが住むニューヨークのアパートメントのオーナーが、彼女の息絶えた姿を発見した。部屋から臭いをかぎつけた隣人からの連絡を受け、非常階段から窓をのぞき込むと、床に横たわる彼女の体が見えた。オーナーのボブ・パールの証言では、死後一週間程度と考えられた。妹のラヤ・ファイアストーン・セギによれば彼女は自然死であった。その死はニューヨーク市検視局によって確認された。彼女は隠遁生活を送っており健康面にも問題を抱えていた。死の数ヶ月後にニューヨーカー誌に掲載されたスーザン・ファルディの追悼エッセイで明らかになったところでは、晩年の彼女は何十年にもわたる統合失調症での闘病生活を送り、断食に近い行為もおこなっていたことが、死期を早めた要因と考えられた。彼女の追悼式には、キャシー・サラチャイルドやケイト・ミレットらが出席し、その死を悼んだ。
『性の弁証法』はその後も様々なジェンダー・スタディーズ・プログラムでテキストとして用いられている。そこで推奨される子育てをジェンダーに中立で行うといったアイデアは、ファイアストーンがその全盛期に目指していた理想の代表的なものである。

## 著作
- (1968). "The Women's Rights Movement in the U.S.: A New View". Notes from the First Year. New York: New York Radical Women.
- (1968). "The Jeanette Rankin Brigade: Woman Power?". Notes from the First Year. New York: New York Radical Women.
- (1968). "On Abortion", Notes from the First Year. New York: New York Radical Women.
- (1968). "When Women Rap about Sex". Notes from the First Year. New York: New York Radical Women.
- (1968), ed. Notes from the First Year. New York: New York Radical Women.
- (1970), ed. Notes from the Second Year. New York: New York Radical Women.
- (1970). The Dialectic of Sex: The Case for Feminist Revolution. New York: William Morrow and Company.（林弘子訳『性の弁証法―女性解放革命の場合』評論社、1972年）
- (1971), with Anne Koedt, eds. Notes from the Third Year. New York: New York Radical Women.
- (1998). Airless Spaces. New York: Semiotext(e).